# Sabine Bramhoff
Sabine Bramhoff (* 1. November 1964 in Johannesburg, Südafrika) ist eine ehemalige deutsche Leichtathletin, die sich auf den Hochsprung spezialisiert hatte.

## Sportliche Karriere
Sabine Bramhoff begann ihre sportliche Karriere in Fürstenfeldbruck und wechselte dann nach Lippstadt. In den Jahren 1986 bis 1990 war sie beim LC Paderborn. Bei den Deutschen Meisterschaften 1990 sprang sie ihre persönliche Bestleistung von 1,94 Meter und wurde Zweite hinter Heike Henkel.
Bramhoff trat dreimal im Nationaltrikot an. Bei den Halleneuropameisterschaften 1989 in Den Hag belegte sie den siebten Platz mit 1,84 Meter. Im Sommer 1990 bei den Europameisterschaften in Split sprang sie ebenfalls 1,84 Meter und schied damit in der Qualifikation aus.